# Renzo Fontona
Renzo Fontona, né le 2 juillet 1939 à Riccò del Golfo di Spezia (Ligurie), est un coureur cycliste italien, professionnel de 1961 à 1968. Il a notamment terminé septième du Tour de France 1963.

## Biographie
Né au sein d'une famille de quatre enfants, Renzo Fontona commence le cyclisme en empruntant le vélo de son père, tailleur de pierre, qui utilise cet engin pour se rendre au travail,. Son frère Nandio, également coureur cycliste, meurt dans un accident de la route en 1954, alors qu'il rentrait des championnats d'Italie amateurs. 
Il passe professionnel en 1961 au sein de l'équipe San Pellegrino de Gino Bartali. Bon grimpeur, il se révèle dès sa première saison en troisième du Tour de Lombardie, dans une édition marquée par l'ascension inédite du mur de Sormano. En 1963, il se classe septième et meilleur coureur italien du Tour de France, sous les couleurs de la formation Lygie. 
Lors du Tour d'Italie 1964, il se retrouve provisoirement deuxième du classement général après la seizième étape, à seulement 33 secondes du maillot rose Jacques Anquetil, grâce à une échappée. Il conserve ce rang jusqu'à la vingtième et dernière étape de montagne, disputée entre Cuneo et Pinerolo, où il craque en perdant plusieurs minutes sur les favoris. Renzo Fontona termine néanmoins sixième de ce Giro, son meilleur résultat sur un grand tour. 
Il poursuit sa carrière jusqu'en 1968 au sein de diverses équipes, sans toutefois rééditer de telles performances.

## Palmarès
- 1959
  - Trofeo Argo
- 1961
  - Circuit de Pistoia
  - 2e du Tour du Latium
  - 3e du Tour de Lombardie
- 1962
  - 2e du Grand Prix Ceramisti
- 1963
  - 7e du Tour de France
- 1964
  - 6e du Tour d'Italie

## Résultats sur les grands tours

### Tour de France
3 participations 
- 1962 : 35e
- 1963 : 7e
- 1965 : 15e

### Tour d'Italie
7 participations
- 1961 : 18e
- 1962 : abandon (14e étape)
- 1963 : 11e
- 1964 : 6e
- 1965 : 11e
- 1966 : 15e
- 1967 : 21e